# 石原正裕
石原 正裕（いしはら まさひろ、1958年 - ）は、日本のフリーライター、プランナー。RSK山陽放送の元社員。ゲリラうどん通ごっこ軍団（通称「麺通団」）の岡山支部長。麺通団での通称は「I原D（ディレクター）」。
香川県さぬき市出身。高松第一高等学校、早稲田大学教育学部を卒業後、1981年に地元のRSKへ入社。

## 経歴
RSK入社後、報道記者、ディレクター等を経験。四国支社、ラジオセンター編成業務担当部長等を経て、2015年に報道部参事。ラジオでは自らの名前を冠した番組を設けたり、全国のニュース番組ではアナウンサーや記者に代わって局の代表リポートを行ったりと権限は大きい。
現在ではその興味をグルメからサッカーに切り替え、Jリーグのファジアーノ岡山のプッシュ活動に余念がない。
2010年頃より取材で関わるようになった岡山県の高校野球参加各校野球部のユニフォームの蒐集を始める。2023年にユニフォーム蒐集にからめて地域高校野球における主要各校の活動や地域の高校野球史をまとめた『昭和・平成・令和 岡山県高校野球風雲録 ユニフォームは知っている』を吉備人出版より上梓した。
RSKイブニング5時で月1回、これまでの経験を生かし、ラーメン屋を訪問するコーナーに出演していた。
2021年3月、RSKを退社。

## VOICE21ディレクター時代
自らがディレクターとして長年担当したローカル情報番組『VOICE21』（当時）で、讃岐うどんを幾度となく取り上げた。担当後期は、石原自身が「顔出し」で取材するシーンも多く見られた。麺通団団長田尾和俊とはうどん店情報を頻繁に交換する仲で、田尾のホットカプセル在籍時代に同社本社にて田尾と対談（というよりは雑談）するシーンも何回か放送されている。
逆に、田尾がホットカプセルに在籍していた時代のタウン情報誌『TJ Kagawa（月刊タウン情報かがわ）』内の雑誌コラムおよびそれをまとめた書籍『恐るべきさぬきうどん』にも頻繁に登場する。石原が、「とある出来事」をきっかけに、「麺通団岡山支部長」に任命された経歴をはじめ、石原にまつわるエピソードは、同コラムおよび書籍にて、赤裸々につづられている。
田尾と並び、讃岐うどんブームのきっかけ作った1人であると言われている。
讃岐うどんはもちろん、ラーメンに対する知識も豊富で、岡山のラーメン店も同番組で多く取り上げている。また、麺通団の「大将」こと「盛の大将」が経営するラーメン店「はまんど」で讃岐ラーメンが完成するまでのエピソードを取り上げたこともある。逆に、うどんネタでは、盛の大将と穴場讃岐うどん店（製麺所型）の取材を行うこともあった。
『VOICE21』担当終期には、自らラーメンの書籍を執筆し、出版するにいたる。

## 受賞
日本民間放送連盟賞受賞5回、その他受賞多数。
- 日本民間放送連盟賞（すべて山陽放送として）
  - 2001年 番組部門 テレビエンターテインメント優秀賞 - 南ファミリー劇団物語　～もうひとつのこんぴら芝居～[3]
  - 2001年 放送活動部門 テレビ入選 - がんばれ讃岐うどん[3]
  - 2004年 CM部門 テレビCM優秀賞 - 味の素 "うまいシリーズ／うまいさぬき風うどんの作り方、教えます　「麺通団　商売人泣かせやな！」篇"（60秒）[4]
  - 2007年 番組部門 ラジオ報道番組優秀賞 - 和ちゃんとワシ ～中年独身男の母親介護記～[5]
  - 2013年 番組部門 ラジオ教養番組優秀賞 - 見えないから見えたもの　盲目の教師　竹内昌彦のメッセージ[6]

## 自ら出版した書籍
- 岡山･香川 ラーメン見聞録 : ISBN 4906577911
- 昭和・平成・令和 岡山県高校野球風雲録 ユニフォームは知っている ： ISBN 9784860697143